# تیم ملی فوتبال زنان کانادا
تیم ملی فوتبال زنان کانادا (به انگلیسی: Canada women's national soccer team) نماینده زنان این کشور در رده ملی است که زیر نظر فدراسیون فوتبال کانادا قرار دارد.
در رتبه‌بندی مارس ۲۰۱۱ به رده ششم دست یافت و در بالاترین رتبه خود در رنکینگ فیفا در تمامی سالیان دست یافت. در جام جهانی فوتبال زنان ۲۰۰۳ به تیم ملی فوتبال زنان آمریکا باخت و چهارم شد. بازی‌های فوتبال زنان در کانادا به دلیل موفقیت‌های این تیم بسیار محبوب است.
همچنین در سال ۲۰۰۲ بازی‌های فوتبال زیر ۲۰ سال زنان در کانادا برگزار شد و تیم کانادا موفق شد در ورزشگاه کامنولث در ادمونتون و در مقابل چشمان ۴۷٫۷۸۴ نفر به مدال نقره دست یابد.

## پیشینهٔ جام جهانی
| سال   | نتیجه      | مسابقه | برد | تساوی | باخت | گل زده | گل خورده |
| ----- | ---------- | ------ | --- | ----- | ---- | ------ | -------- |
| ۱۹۹۱  | صعود نکرد  |        |     |       |      |        |          |
| ۱۹۹۵  | ۱۰/۱۲      | ۳      | ۰   | ۱     | ۲    | ۵      | ۱۳       |
| ۱۹۹۹  | ۱۲/۱۶      | ۳      | ۰   | ۱     | ۲    | ۳      | ۱۲       |
| ۲۰۰۳  | مقام چهارم | ۶      | ۳   | ۰     | ۳    | ۱۰     | ۱۰       |
| ۲۰۰۷  | ۹/۱۶       | ۳      | ۱   | ۱     | ۱    | ۷      | ۴        |
| ۲۰۱۱  | ۱۶/۱۶      | ۳      | ۰   | ۰     | ۳    | ۱      | ۷        |
| ۲۰۱۵  | میزبان     |        |     |       |      |        |          |
| مجموع | ۶/۷        | ۱۸     | ۴   | ۳     | ۱۱   | ۲۶     | ۴۶       |

## پیشینه بازی‌های پان آمریکن(Pan American Games)
- ۱۹۹۹ –مقام چهارم
- ۲۰۰۳ –  مدال نقره
- ۲۰۰۷ –  مدال برنز

## تیم کنونی
Women's World Cup.
| ش. | پست       | بازیکن             | ت‌ت (سن)                  | بازی | گل  | باشگاه                 |
| -- | --------- | ------------------ | ------------------------ | ---- | --- | ---------------------- |
| ۱  | دروازه‌بان | کارینا لبلنک       | ۳۰ مارس ۱۹۸۰ ‏(۴۴ سال)    | ۸۸   | ۰   | بازیکن آزاد            |
| ۲  | مدافع     | امیلی زر           | ۱۲ ژوئیهٔ ۱۹۸۷ ‏(۳۷ سال)   | ۴۵   | ۲   | ونکوور وایت کپس اف.سی  |
| ۳  | هافبک     | کلی پارکر          | ۸ مارس ۱۹۸۱ ‏(۴۴ سال)     | ۴۹   | ۱   | آتلانتا بیت            |
| ۴  | هافبک     | کارملینا مسکاتو    | ۲ مهٔ ۱۹۸۴ ‏(۴۰ سال)       | ۵۲   | ۲   | بازیکن آزاد            |
| ۵  | مدافع     | رابین گیل          | ۳۱ اکتبر ۱۹۸۵ ‏(۳۹ سال)   | ۴۴   | ۰   | ونکوور وایت کپس اف. سی |
| ۶  | هافبک     | کیلین کایل         | ۶ اکتبر ۱۹۸۸ ‏(۳۶ سال)    | ۳۲   | ۲   | ونکوور وایت کپس اف. سی |
| ۷  | مدافع     | ریان ویلکینسون     | ۱۲ مهٔ ۱۹۸۲ ‏(۴۲ سال)      | ۱۰۰  | ۷   | لیلسترام اس.کی         |
| ۸  | هافبک     | دایانا متسون       | ۶ آوریل ۱۹۸۴ ‏(۴۰ سال)    | ۱۲۲  | ۱۰  | لیلسترام اس.کی         |
| ۹  | مدافع     | کندس چاپمن         | ۲ آوریل ۱۹۸۳ ‏(۴۱ سال)    | ۸۸   | ۶   | وسترن نیویورک فلش      |
| ۱۰ | مهاجم     | کریستینا جولیان    | ۶ مهٔ ۱۹۸۸ ‏(۳۶ سال)       | ۲۸   | ۷   | اتاوا فیوری وومن       |
| ۱۱ | هافبک     | دسایری اسکات       | ۳۱ ژوئیهٔ ۱۹۸۷ ‏(۳۷ سال)   | ۲۲   | ۰   | ونکوور وایت کپس اف. سی |
| ۱۲ | مهاجم     | کریستین سینکلر     | ۱۲ ژوئن ۱۹۸۳ ‏(۴۱ سال)    | ۳۰۶  | ۱۸۸ | وسترن نیویورک فلش      |
| ۱۳ | هافبک     | سوفی اشمیت         | ۲۸ ژوئن ۱۹۸۸ ‏(۳۶ سال)    | ۶۳   | ۳   | ونکوور وایت کپس اف. سی |
| ۱۴ | مهاجم     | ملیسا تانکردی      | ۲۷ دسامبر ۱۹۸۱ ‏(۴۳ سال)  | ۶۱   | ۱۳  | ونکوور وایت کپس اف. سی |
| ۱۵ | مهاجم     | جودی-ان ٫ رابینسون | ۱۷ آوریل ۱۹۸۹ ‏(۳۵ سال)   |      |     | ونکوور وایت کپس اف. سی |
| ۱۶ | مهاجم     | جانل فیلیگنو       | ۲۴ سپتامبر ۱۹۹۰ ‏(۳۴ سال) | ۳۹   | ۸   | راتگرز اسکارلت نایتز   |
| ۱۷ | مدافع     | بریتینی تیمکو      | ۵ سپتامبر ۱۹۸۵ ‏(۳۹ سال)  | ۱۰۱  | ۴   | بازیکن آزاد            |
| ۱۸ | دروازه‌بان | ارین مک لئود       | ۲۶ فوریهٔ ۱۹۸۳ ‏(۴۲ سال)   | ۶۲   | ۰   | مجیک جک                |
| ۱۹ | هافبک     | چلسی استوارت       | ۲۸ آوریل ۱۹۹۰ ‏(۳۴ سال)   | ۵۰   | ۷   | ونکوور وایت کپس اف.سی  |
| ۲۰ | مدافع     | ماری ایو نالت      | ۱۶ فوریهٔ ۱۹۸۲ ‏(۴۳ سال)   | ۴۳   | ۰   | اتاوا فیوری وومن       |
| ۲۱ | دروازه‌بان | استفانی لبی        | ۱۰ اکتبر ۱۹۸۶ ‏(۳۸ سال)   | ۸    | ۰   | پیتیواف                |